# Cryphia fulvisparsa
Cryphia fulvisparsa är en fjärilsart som beskrevs av George Francis Hampson 1914. Cryphia fulvisparsa ingår i släktet Cryphia och familjen nattflyn. Inga underarter finns listade i Catalogue of Life.